# Taternberger und Steigertaler Gangzug
Der zwischen Lautenthal und der Innerstetalsperre im Harz verlaufende Taternberger und Steigertaler Gangzug besaß eine geringe bergbauliche Bedeutung. Die zu den Oberharzer Erzgängen gehörende Gangstörung hatte über den Hahnentaler Gang Verbindung mit dem Gegentaler Gangzug und schart sich mit diesem in der Nähe der Grube König David am Borberg. Der Taternberger und der Todtemannsgrunder Gang vereinigen sich südlich des Kötentals zum Steigertaler Gang.

## Verlauf (projiziert auf die Tagesoberfläche)

### Taternberger Gang
Anscharung mit dem Hahnentaler Gang (Gegentaler Gangzug) am Schweinsrücken - Hahnenkopf - Taternberg - Kötental (Anscharung mit dem Steigertaler Gang).

### Steigertaler Gang
Westlicher Verlauf unter dem Solhopberg nicht bekannt. 
In seinem Verlauf zwischen Steinbühl und dem Kötental bis zur Anscharung mit dem Taternberger Gang heißt dieser Abschnitt durch den Todtemannsgrund Todtemannsgrunder Gang. 
Steigertalskopf - Kleines Trogtal - Rote Klippe - Anscharung an den Ochsentaler Gang (Gegentaler Gangzug) im Heimbergstal.

## Paragenese, Besonderheiten
Auf dem Taternberger und Steigertaler Gangzug kam im geringen Umfang Chalkopyrit, Galenit, Siderit und Limonit vor, welche mit den Gangarten Calcit, Dolomit, Quarz und Baryt verwachsen waren.

## Aufschlüsse
Der Gangzug weist sich durch Wasseraustritte im Taterntal, am Taternberg und im Kötental aus.

## Bergbaugeschichtlicher Überblick
Die bergbaulichen Aktivitäten beschränken sich im Wesentlichen auf die Gruben Morgenröthe und Gewerkschaft Bismarck im Taterngrund bzw. Steigertal, wo in Versuchsstollen und -schächten Bleiglanz und Kupferkies aufgeschlossen werden sollte.